# Commissione elettrotecnica internazionale
La Commissione elettrotecnica internazionale (International Electrotechnical Commission in inglese, Commission electrotechnique internationale in francese), acronimo IEC (dal nome inglese), è un'organizzazione internazionale per la definizione di standard in materia di elettricità, elettronica e tecnologie correlate. Molti dei suoi standard sono definiti in collaborazione con l'ISO (Organizzazione internazionale per la normazione). Questa commissione è formata da rappresentanti di enti di standardizzazione nazionali riconosciuti.

## Descrizione
La IEC è stata fondata nel 1906 ed inizialmente aveva sede a Londra; nel 1948 ha spostato la sua sede a Ginevra. Ad essa partecipano 89 Paesi.
La IEC ha il compito di sviluppare e distribuire gli standard per le unità di misura, in particolare il gauss, l'hertz e il weber.
Essa inoltre fu la prima a proporre un sistema di standard, il Sistema Giorgi, che intorno al 1960 si è modificato nel sistema delle unità SI.
Nel 1938 ha pubblicato un vocabolario internazionale finalizzato alla traduzione allo scopo di unificare la terminologia elettrica.
Questa attività prosegue e l'International Electrotechnical Vocabulary rimane un'importante opera per le industrie elettriche ed elettroniche.
Gli standard della IEC sono identificati da numeri interi progressivi e il loro titolo ricalca la forma seguente: IEC 60411 Graphical Symbols.
Gli standard sviluppati congiuntamente con l'ISO utilizzano gli identificatori numerici dell'ISO ed hanno titoli di una forma come la seguente: ISO/IEC 7498-1:1994 Open Systems Interconnection: Basic Reference Model. Il comitato ISO/IEC Joint Technical Committee 1 (ISO/IEC JTC1) è descritto più dettagliatamente nella voce dedicata all'ISO.
Il Comité international spécial des perturbations radioélectriques (CISPR) è uno dei gruppi fondati dalla IEC.

## Membri
Tra i membri vi sono:
- Algeria - Institut algérien de normalisation (IANOR) depuis 2008
- Arabia saudita - Saudi Standards, Metrology and Quality Organization (SASO)
- Argentina - Instituto Argentino de Normalización y Certificación (IRAM)
- Australia - Standards Australia
- Austria - Österreichischer Verband für Elektrotechnik (ÖVE)
- Brasile - Comitê Brasileiro de Eletricidade, Eletrônica, Iluminação e Telecomunicações (Cobei)
- Canada - Conseil canadien des normes o Standards Council of Canada
- Cina - Standardization Administration of China (SAC)
- Corea del sud - Korea Agency for Technology and Standards (KATS)
- Francia - Union technique de l'électricité (UTE)
- Germania - Deutsche Kommission Elektrotechnik Elektronik Informationstechnik im DIN & VDE
- Giappone - 日本工業標準調査会 (Japanese Industrial Standards Committee, JISC)
- India - Bureau of Indian Standards (BIS)
- Italia - Comitato elettrotecnico italiano (CEI)
- Regno Unito - British Standards Institution (BSI)
- Russia - Federal Agency for Technical Regulation and Metrology (Rostekhregulirovaniye)
- Spagna - Asociación Española de Normalización y Certificación (AENOR)
- Stati Uniti - American National Standards Institute (ANSI)
- Sudafrica - South African Bureau of Standards (SABS)
- Svezia - Svenska Elektriska Kommissionen (SEK)
- Svizzera - Electrosuisse (CES)
- Vietnam - Vietnamese National Committee Directorate for Standards and Quality (STAMEQ)

La simbologia grafica abbinata ai dispositivi elettronici, definita da questa commissione, per molti produttori è stata recepita in ritardo; in particolare gli statunitensi per molti anni continuarono ad adottare la simbologia scelta alla nascita dei circuiti integrati. Pertanto la simbologia di questi dispositivi (soprattutto logici), riportati negli schemi elettrici dei circuiti, poteva differire tra un costruttore europeo ed uno statunitense: ad esempio, il costruttore Philips nei suoi datasheet, insieme al diagramma di connessione riportante l'assegnazione dei pin del dispositivo, riportava entrambe le simbologie logiche, la vecchia e la IEC. National Semiconductor, come altri produttori primari di dispositivi logici integrati, nei loro datasheet riporta, insieme allo storico simbolo logico funzionale, quello successivo, denominato IEEE/IEC.